# Muong (peuple)
Pour les articles homonymes, voir Muong.

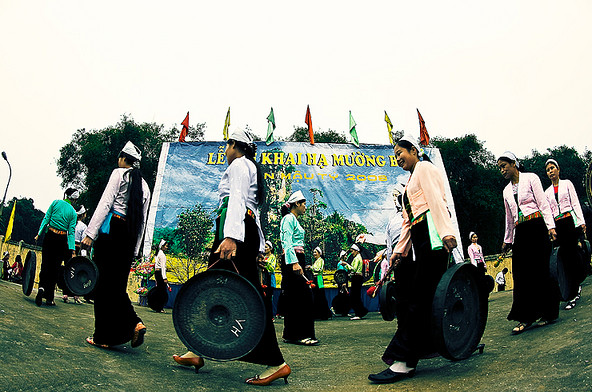
Festival Khai Ha

Les Mường sont un groupe ethnique du Viêt Nam constituant la plus grande des 53 minorités officiellement reconnues, avec une population estimée à 1,2 million de personnes. Ils habitent les régions montagneuses du nord du pays, dans la province de Hoa Binh et les districts montagneux de la province de Thanh Hoa. Leur langue est le muong.
Une étymologie proposée pour le nom de muong est le mot thaï muang qui indique une division territoriale.
Les Muong sont étroitement apparentés aux Viêt ou Kinh. Certains ethnologues pensent qu'ils sont restés dans les montagnes et ont évolué indépendamment des Viêt, alors que ceux-ci ont migré vers les basses terres du nord de l'actuel Viêt Nam et ont subi l'influence des Chinois à la suite de l'invasion chinoise de la région en 111 av. J.-C., sous l'empereur Han Wudi (Wu Ti).
Les Muong et leurs voisins montagnards Tày se sont mutuellement influencés sur le plan culturel. On peut donc dire qu'ils sont ethniquement et linguistiquement proches des Viêt, mais culturellement et socialement proches des Tày.